# Diplopterys cabrerana
Diplopterys cabrerana är en tvåhjärtbladig växtart som först beskrevs av José Cuatrecasas, och fick sitt nu gällande namn av B. Gates. Diplopterys cabrerana ingår i släktet Diplopterys och familjen Malpighiaceae. Inga underarter finns listade i Catalogue of Life.

## Bildgalleri

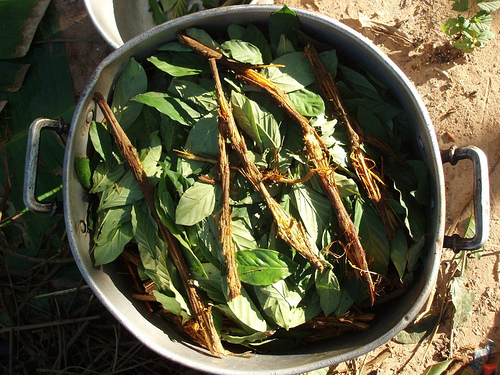